# 小坂勝仁
小坂 勝仁（おさか かつひと、1968年6月14日 - ）は、大阪府大阪市出身の元プロ野球選手（投手）、日本の芸能マネージャー。

## 来歴・人物
小学3年の時に野球（あべのベアーズ）を始め、投手として中学時代に大阪府大会ベスト4。東海大仰星高では1年生の秋からエースとなる。1984年秋季近畿大会府予選決勝では、PL学園高の桑田真澄と投げ合うが1-21で大敗。PL学園とともに近畿大会に進むが、1回戦で天理高に惜敗し春の選抜出場を逸する。
1985年も、夏の甲子園府予選決勝に進出。PL学園高と再び対戦するが、清原和博に2本塁打を喫し、桑田に完封を許す。同年の秋季近畿大会府予選も、準決勝でPL学園高の野村弘樹らに抑えられ9回サヨナラ負けに終わった。
1987年に高校卒業後、東北福祉大学に進学。最速144km/hの速球とスライダー、カーブ、フォークを武器に活躍。仙台六大学野球リーグでは在学中7回優勝。1990年、4年春のリーグ戦に優勝し、最優秀投手、ベストナイン選出。続く全日本大学野球選手権大会では、準々決勝の水口栄二や鈴木浩文、1年生大越基投手擁する早稲田大学戦では、早大4番打者斎藤慎太郎のあわや左中間本塁打かという当たりの1安打のみの完封1-0で早大エース市島徹との投手戦に投げ勝った。準決勝の国際武道大学戦は完勝し、決勝に進みエース小池秀郎、高津臣吾、川尻哲郎ら3枚看板投手擁する亜細亜大学戦に先発した。小池との息詰まる投手戦のさなか2本の本塁打を連続して浴び1-2で惜敗するもののチームを準優勝に導いた。大学同期に吉田太投手、矢野燿大捕手、宮川一彦らがいる。2学年上に上岡良一投手、1学年上に佐々木主浩投手や大塚光二、1学年下に斎藤隆と作山和英の投手陣、金本知憲（1浪入学）、浜名千広、伊藤博康らがいた。
1990年のプロ野球ドラフト会議でヤクルトスワローズから2位指名を受け入団。
1991年から一軍登板を果たし、同年の秋季キャンプでシュートを持ち球に加えた。
1992年終盤の阪神タイガースとの優勝争いではプロ初セーブを記録。
1993年にはプロ初勝利も挙げ、中継ぎとしてヤクルトの連覇に貢献した。
1995年にはイースタン・リーグで9勝し、最多勝を獲得するも1軍ではヤクルト在籍時としては自己最低の成績に終わり、11月に荒井幸雄と共に木下文信+金銭の交換トレードで近鉄バファローズに移籍。
1996年6月9日の対西武戦（新潟）の1試合に登板したのみに終わり、同年11月に戦力外通告を受け現役引退。
引退後は吉本興業に在籍。野球選手のマネジメントを行ったのを機にスポーツ選手などをマネジメントするスポーツ部を設立。よしもとクリエイティブ・エージェンシーのスポーツ部に所属し、長谷川滋利などのマネジメントを担当していた。

## 詳細情報

### 年度別投手成績
| 年 度     | 球 団     | 登 板 | 先 発 | 完 投 | 完 封 | 無 四 球 | 勝 利 | 敗 戦 | セ 丨 ブ | ホ 丨 ル ド | 勝 率 | 打 者 | 投 球 回 | 被 安 打 | 被 本 塁 打 | 与 四 球 | 敬 遠 | 与 死 球 | 奪 三 振 | 暴 投 | ボ 丨 ク | 失 点 | 自 責 点 | 防 御 率 | W H I P |
| --------- | --------- | ----- | ----- | ----- | ----- | -------- | ----- | ----- | -------- | ----------- | ----- | ----- | -------- | -------- | ----------- | -------- | ----- | -------- | -------- | ----- | -------- | ----- | -------- | -------- | ------- |
| 1991      | ヤクルト  | 10    | 0     | 0     | 0     | 0        | 0     | 0     | 0        | --          | ----  | 81    | 19.0     | 15       | 1           | 10       | 0     | 1        | 16       | 1     | 0        | 4     | 4        | 1.89     | 1.32    |
| 1992      | ヤクルト  | 28    | 1     | 0     | 0     | 0        | 0     | 0     | 1        | --          | ----  | 214   | 50.0     | 46       | 6           | 19       | 1     | 4        | 44       | 4     | 0        | 24    | 20       | 3.60     | 1.30    |
| 1993      | ヤクルト  | 20    | 0     | 0     | 0     | 0        | 1     | 1     | 0        | --          | .500  | 126   | 29.1     | 30       | 1           | 7        | 0     | 3        | 17       | 2     | 0        | 17    | 13       | 3.99     | 1.26    |
| 1994      | ヤクルト  | 13    | 0     | 0     | 0     | 0        | 1     | 1     | 0        | --          | .500  | 61    | 13.1     | 16       | 3           | 7        | 0     | 1        | 11       | 1     | 1        | 7     | 7        | 4.73     | 1.73    |
| 1995      | ヤクルト  | 8     | 0     | 0     | 0     | 0        | 0     | 0     | 0        | --          | ----  | 65    | 12.1     | 17       | 1           | 9        | 2     | 2        | 11       | 0     | 0        | 10    | 10       | 7.30     | 2.11    |
| 1996      | 近鉄      | 1     | 0     | 0     | 0     | 0        | 0     | 0     | 0        | --          | ----  | 2     | 0.2      | 1        | 0           | 0        | 0     | 0        | 0        | 0     | 0        | 0     | 0        | 0.00     | 1.50    |
| 通算：6年 | 通算：6年 | 80    | 1     | 0     | 0     | 0        | 2     | 2     | 1        | --          | .500  | 549   | 124.2    | 125      | 12          | 52       | 3     | 11       | 99       | 8     | 1        | 62    | 54       | 3.90     | 1.42    |

### 記録
- 初登板：1991年9月1日、対横浜大洋ホエールズ24回戦（下関球場）、6回裏から2番手で救援登板、2回3失点
- 初先発登板：1992年9月2日、対読売ジャイアンツ22回戦（明治神宮野球場）、1回無失点で勝敗つかず
- 初セーブ：1992年9月25日、対阪神タイガース21回戦（明治神宮野球場）、7回表2死から5番手で救援登板・完了、2回1/3を2失点
- 初勝利：1993年4月25日、対横浜ベイスターズ2回戦（福岡ドーム）、8回表から3番手で救援登板・完了、3回無失点

### 背番号
- 21 （1991年 - 1995年）
- 54 （1996年）